# Polyurethaan

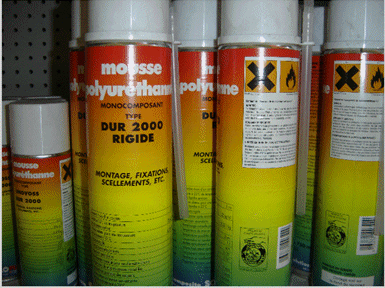
Bouwschuim of purschuim (polyurethaanschuim) in een spuitbus

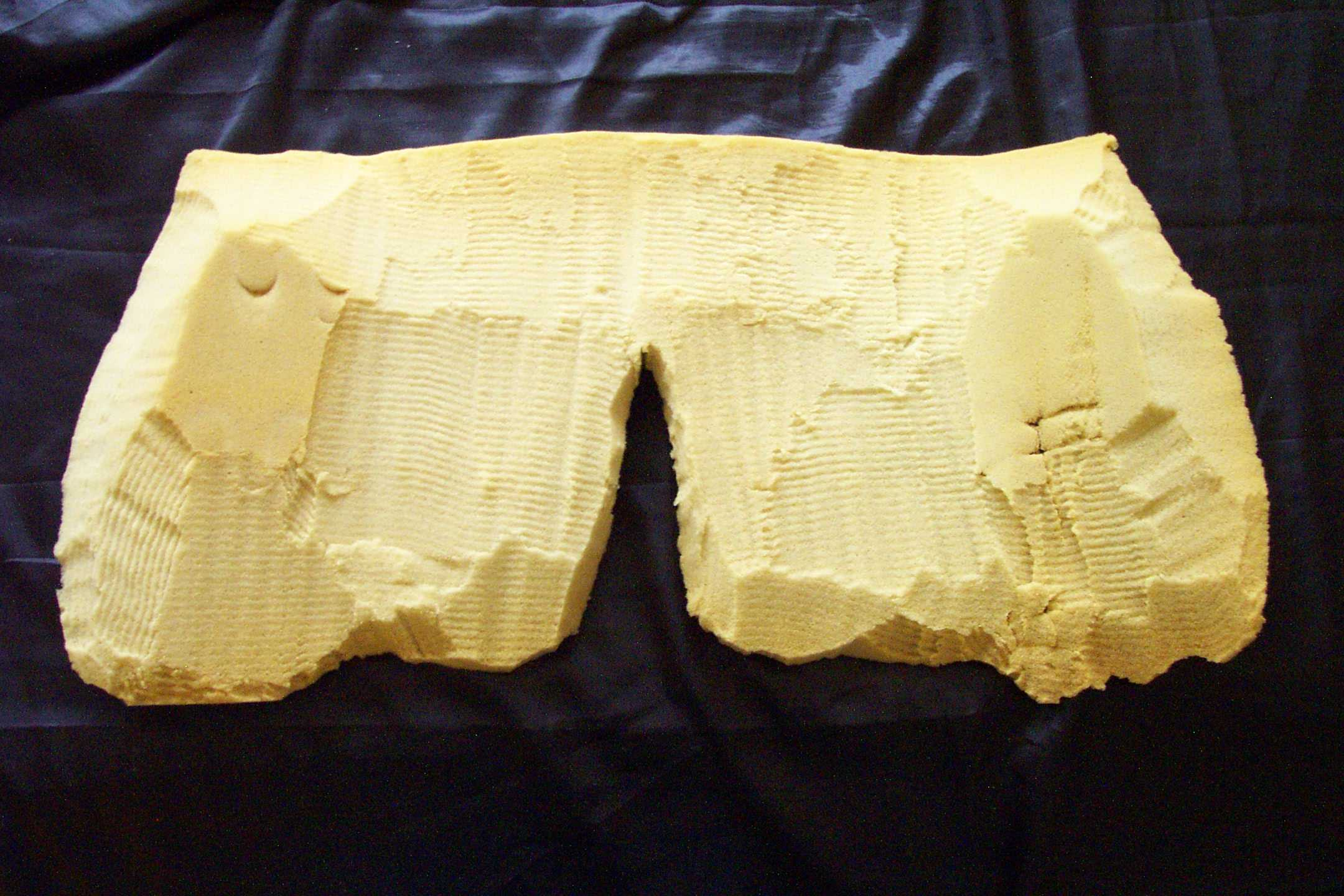
Polyurethaanschuim

Polyurethaan (PU of pur) is een belangrijke familie polymeren, die veel toepassingen kent. Zo wordt het onder meer gebruikt als kunstmatig alternatief voor leder.

## Copolymeer
Pur is een copolymeer die bestaat uit twee segmenten:
- een hard segment, meestal een di-isocyanaat zoals methyleendifenyldi-isocyanaat (MDI) of 2,4-tolueendi-isocyanaat (TDI) dat eindigt in twee (of meer) functionele NCO-groepen
- een zacht segment dat eindigt in twee (of meer) OH-groepen, bijvoorbeeld een polyol zoals PEO of PPO. De polyolen kunnen "op maat" gemaakt worden waarin het aantal -OH-groepen en de lengte van de ketens varieert.

Het copolymeer ontstaat door de reactie van de isocyanaat en alcoholgroepen tot een urethaanbinding. Er ontstaat dan een lange keten met afwisselend een hard en een zacht segment.
De harde segmenten op zich hebben de neiging te kristalliseren en een hard en bros materiaal te vormen. De zachte segmenten zouden los bekeken juist een zachte stroperige vloeistof geven. De innige combinatie van de twee in het copolymeer zorgt ervoor dat deze stof de beste eigenschappen van beide in zich verenigt. PU kan tegelijkertijd buigzaam en toch sterk en slijtvast zijn. Bovendien kan door de keuze van de lengte(verdeling)  zowel zacht als hard (het aantal NCO- of OH-groepen per molecuul) de eigenschappen van het materiaal binnen ruime grenzen aangepast worden.

## Toepassingsvoorbeeld
Een voorbeeld van de toepassing van polyurethanen is het gebruik in verven en coatings, zoals autolakken. Voor autolakken gelden bepaalde eisen: onder andere goede krasvastheid (dus hard), steenslagbestendigheid (dus flexibel), goede glans (dus na uitharden, chemisch en fysisch inert) en lage waterdoordringbaarheid. Met coatings op basis van polyurethaanchemie kunnen deze eisen worden gehaald. In de jaren 60 zijn polyurethaan of PU-afwerkingen ontwikkeld voor de industrie. De grote druk- en treksterkte en vloeistofdichtheid van het materiaal waren met name in de zware industrie belangrijke factoren. Sinds de millenniumwisseling heeft de producttoepassing zich verplaatst naar de esthetische markt.
Polyurethaan wordt ook gebruikt als isolatiemateriaal in de bouwsector. Hier wordt het gebruikt in verschillende verschijningsvormen: in de vorm van isolatieplaten en aangebracht als gespoten purschuim. Gespoten purschuim wordt vaak gebruikt voor de (na-)isolatie van vloeren, spouwmuren en daken.

## PU-familie
Er zijn een aantal onderverdelingen in de PU-familie aan te brengen:

### Elastomatie
- Elastomeren. Functionaliteit -OH : -NCO meestal 2:2 met lange zachte segmenten. Er wordt geen blaasmiddel gebruikt en het eindresultaat is een taai rubberachtig materiaal. Dit wordt bijvoorbeeld toegepast in
  - Wieltjes van skateboards.
  - In de textiel, in zwemkleding en andere rekbare kleding soorten, zoals Lycra, Elastan, Spandex en Dorlastan.
  - Als kit om te verlijmen en af te dichten.
  - Als maagsonde.

Polyurethaan wordt ook toegepast in houtlijm, PU-lijm genaamd.
Men kent de klassen:
- D1: 15% waterbestendig
- D2: 18% waterbestendig
- D3: Vochtbestendig, bijvoorbeeld voor badkamers
- D4: Waterwerend, bijvoorbeeld voor zwembaden

### Schuimen
- Zachte schuimen. Functionaliteit meestal >2:2, lange segmenten. Er wordt een blaasmiddel toegevoegd aan de formulering waardoor er een schuim ontstaat met een open celstructuur. Gebruik: kussens, matrassen, stoelbekleding.
- Harde schuimen. Functionaliteit >2 : >2. Korte segmenten, met blaasmiddel. Er ontstaat een hard schuim met dichte cellen gevuld met een warmteïsolerend gasmengsel. Het wordt vooral toegepast in isolatie van gebouwen, koelkasten, als purschuim in spuitbussen en in atletiekpistes.

Bovenstaande is maar een kleine selectie van het bijzonder grote toepassingsgebied van deze familie van polymeren.

## Reactie

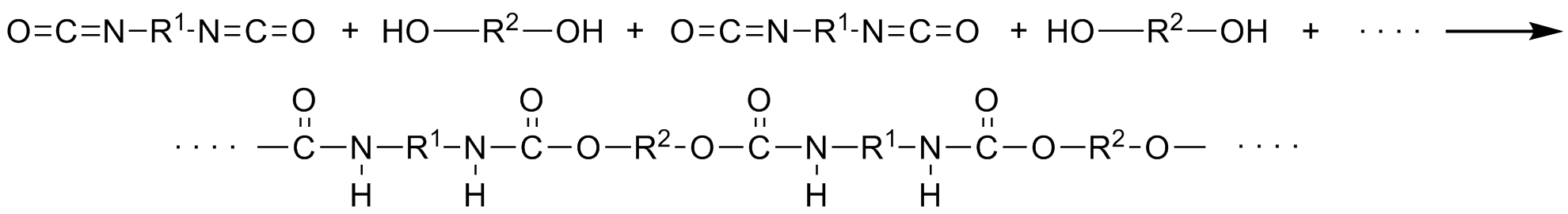
Reactie van di-isocyanaat met polyol tot polyurethaan

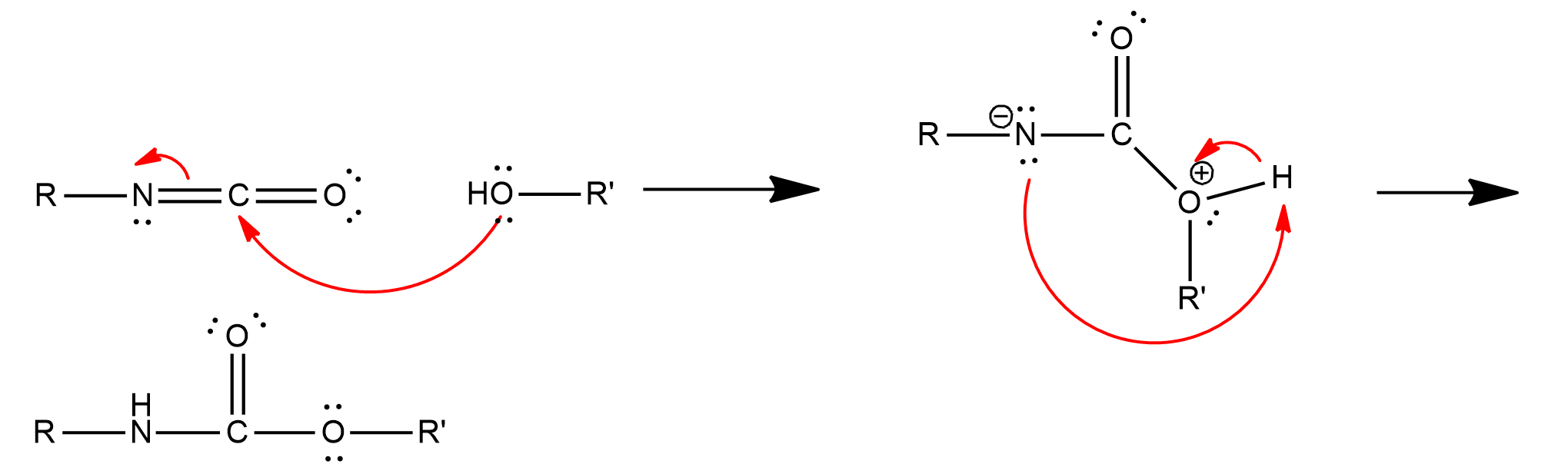
Reactiemechanisme tussen een alcohol en isocyanaat

Deze nucleofiele additie van de alcoholgroep zal plaatsvinden op het koolstofatoom in de isocyanaat doordat deze relatief weinig elektronen bevat doordat zuurstof en stikstof elektronegatief zijn ten opzichte van koolstof.

## Gezondheidsrisico's
Contact met een van de grondstoffen waarmee purschuim gemaakt wordt, kan sensibilisatie opleveren met een mogelijke overgevoeligheid voor die grondstof tot gevolg. De klachten die dan kunnen optreden zijn onder meer: neusklachten (loopneus, gezwollen neusslijmvlies, niezen), moeilijke en soms piepende ademhaling, rode ogen (conjunctivitis), huidveranderingen (roder worden, warmte afgeven, jeuk, huiduitslag) en astmatische effecten (bijvoorbeeld ontstekingen in de luchtwegen).
Het is (anno 2020) onbekend bij welke precieze concentratie mensen overgevoelig voor de component MDI kunnen worden. De concentratie kan ook per persoon verschillen. Uitgehard polyurethaan kunststof is echter onschadelijk.
Er zijn verschillende onderzoeken gedaan, onder andere door onderzoeksinstituut TNO, naar een mogelijk verband tussen gespoten PUR-schuim en gezondheid, maar een correlatie is nooit vastgesteld. Ook de GGD heeft meer dan veertig gevallen onderzocht en geen link kunnen leggen tussen de ervaren gezondheidsklachten en aangebrachte gespoten PUR-vloerisolatie. Onvoldoende ventilatie, vocht en/of schimmelvorming in de woning bleken in veel gevallen de oorzaak van de gemelde gezondheidsklachten.
Punt van aandacht vormt wel de mogelijke aanwezigheid van broomhoudende brandvertragers (HBCDD) in oudere isolatiepanelen.

## Milieu
Purschuim is moeilijk afbreekbaar. Bij de productie werd eertijds (voor 1995) gebruikgemaakt van schuimvormers op basis van cfk's. Dit maakt het hergebruik van puin verontreinigd met polyurethanen onmogelijk, omdat deze cfk's vrijkomen bij bewerking.